# Dominik Kaiser
Dominik Kaiser (Mutlangen, 16 settembre 1988) è un ex calciatore tedesco, di ruolo centrocampista.